# Caleruega
Caleruega – mała miejscowość i siedziba gminy w autonomicznej wspólnocie Kastylia-Leon, jako część prowincji Burgos w Hiszpanii. Odnotowana jako miejsce urodzin św. Dominika, założyciela Zakonu Kaznodziejskiego. Dwadzieścia kilometrów na południe oddalony jest klasztor Santo Domingo de Silos.